# Bahnstrecke Bethlehem Junction–Bethlehem
| Streckenlänge: | 5,46 km                        |                                               |                                               |
| Spurweite: | zunächst 914 mm später 1435 mm |                                               |                                               |
| Maximale Neigung: | 32 ‰                           |                                               |                                               |
| Zweigleisigkeit: | –                              |                                               |                                               |
| |                                |                                               |                                               |
| Gesellschaft: | zuletzt BM                     |                                               |                                               |
| \| \| \| von Mount Washington \| \| \| \| 0,00 \| Bethlehem Junction NH (früher Pierces Bridge) \| Bethlehem Junction NH (früher Pierces Bridge) \| \| \| \| nach Wing Road \| \| \| \| \| Ammonoosuc River \| \| \| \| \| nach Profile House \| \| \| \| 3,07 \| Maplewood NH \| Maplewood NH \| \| \| 5,46 \| Bethlehem NH \| Bethlehem NH \| |                                |                                               |                                               |
| Strecke (außer Betrieb) |                                | von Mount Washington                          | von Mount Washington                          |
| Bahnhof (Strecke außer Betrieb) | 0,00                           | Bethlehem Junction NH (früher Pierces Bridge) | Bethlehem Junction NH (früher Pierces Bridge) |
| Abzweig geradeaus und nach rechts (Strecke außer Betrieb) |                                | nach Wing Road                                | nach Wing Road                                |
| Brücke über Wasserlauf (Strecke außer Betrieb) |                                | Ammonoosuc River                              | Ammonoosuc River                              |
| Abzweig geradeaus und nach links (Strecke außer Betrieb) |                                | nach Profile House                            | nach Profile House                            |
| Haltepunkt / Haltestelle (Strecke außer Betrieb) | 3,07                           | Maplewood NH                                  | Maplewood NH                                  |
| Kopfbahnhof Streckenende (Strecke außer Betrieb) | 5,46                           | Bethlehem NH                                  | Bethlehem NH                                  |

Die Bahnstrecke Bethlehem Junction–Bethlehem ist eine ehemalige Eisenbahn in New Hampshire (Vereinigte Staaten). Sie ist rund 5,5 Kilometer lang und verbindet die Bahnstrecke Wing Road–Mount Washington mit der Kleinstadt Bethlehem. Die Strecke ist vollständig stillgelegt und abgebaut.

## Geschichte
Nachdem 1879 die Profile and Franconia Notch Railroad in der Spurweite von 914 mm eröffnet worden war, bemühte sich die Bahngesellschaft um weitere Einkunftsmöglichkeiten. Bethlehem lag abseits des Ammonoosuc River, in dessen Tal seit 1874 die Bahnstrecke Wing Road–Mount Washington verlief. Um den Ort an das Eisenbahnnetz anzubinden, baute die Gesellschaft daher eine Zweigstrecke ebenfalls in Schmalspur. Da nur wenig Geld zur Verfügung stand, trassierte man die Strecke möglichst günstig, was enge Kurven und eine Steilstrecke mit 3,2 % Steigung zur Folge hatte. Die Strecke wurde im Juli 1881 eröffnet und bald erwiesen sich die vorhandenen Loks des Typs Hinckley mit der Achsfolge 4-4-0 als zu schwach für die Trassenführung. Man beschaffte eine Maschine mit der Achsfolge 0-6-0, die die Strecke besser bewältigte.
Die Strecke wurde nur in der Sommersaison betrieben. Sie bewährte sich und 1893 wurde die Bahn durch die Concord and Montreal Railroad übernommen, die mittlerweile die in Bethlehem Junction anschließende Strecke besaß. Ab 1895 oblag die Betriebsführung der Boston and Maine Railroad, nachdem diese die Concord&Montreal aufgekauft hatte. Der neue Eigentümer baute nach Ende der Saison 1896 die Strecke auf Normalspur um. Nach dem Ende der Saison 1924 stellte die Bahngesellschaft jedoch den Gesamtverkehr ein und im Folgejahr erfolgte die Stilllegung. Die Gleise wurden abgebaut.

## Streckenbeschreibung
Die Trasse zweigt an der Siedlung Pierce’s Bridge aus der Bahnstrecke Wing Road–Mount Washington ab und überquert zunächst den Ammonoosuc River. Hinter der Brücke befindet sich die Abzweigstelle der Strecke zum Profile House. Die Bahn nach Bethlehem führt weiter südlich des U.S. Highway 302 in Richtung Westen bis ins Zentrum von Bethlehem. Die Trasse ist weitgehend überwachsen und bei Maplewood durch einen Golfplatz überbaut. Das Bahnhofsgebäude von Maplewood steht noch, ist jedoch dem Verfall preisgegeben.